# Olmo al Brembo
Olmo al Brembo é uma comuna italiana da região da Lombardia, província de Bérgamo, com cerca de 534 habitantes. Estende-se por uma área de 7 km², tendo uma densidade populacional de 76 hab/km². Faz fronteira com Averara, Cassiglio, Mezzoldo, Piazza Brembana, Piazzatorre, Piazzolo, Santa Brigida.

## Demografia
| Variação demográfica do município entre 1861 e 2011                               |
|                                                                                   |
| Fonte: Istituto Nazionale di Statistica (ISTAT) - Elaboração gráfica da Wikipedia |